# Romería de San Isidro Labrador (Montalbán de Córdoba)
La Romería de San Isidro Labrador es una romería de carácter popular que se celebra cada 15 de mayo en Montalbán de Córdoba (España).

## Actos
En la mañana del día 15, la imagen del santo es sacada de la ermita Madre de Dios y llevada en procesión hasta el pago de la Huerta de Dios. Esta procesión va acompañada también de un desfile de carrozas temática, caballistas y romeros vestidos de flamencos, cantando sevillanas tras el santo. Un punto a destacar del recorrido es la parada que se realiza frente al ayuntamiento de la localidad donde acompañados de música los romeros bailan sevillanas. Cuando la procesión llega a su destino, el santo es depositado sobre un altar construido al efecto.
Por la tarde la imagen es llevada de nuevo en procesión hasta la ermita Madre de Dios.
Por la noche, se realiza un concurso de baile de sevillanas y, al concluir, el fiesta es amenizada hasta cerca del amanecer por una banda musical.